# Guadalcanal (Espagne)
Pour les articles homonymes, voir Guadalcanal (homonymie).
Guadalcanal est une commune de la province de Séville, dans la communauté autonome d’Andalousie, en Espagne.

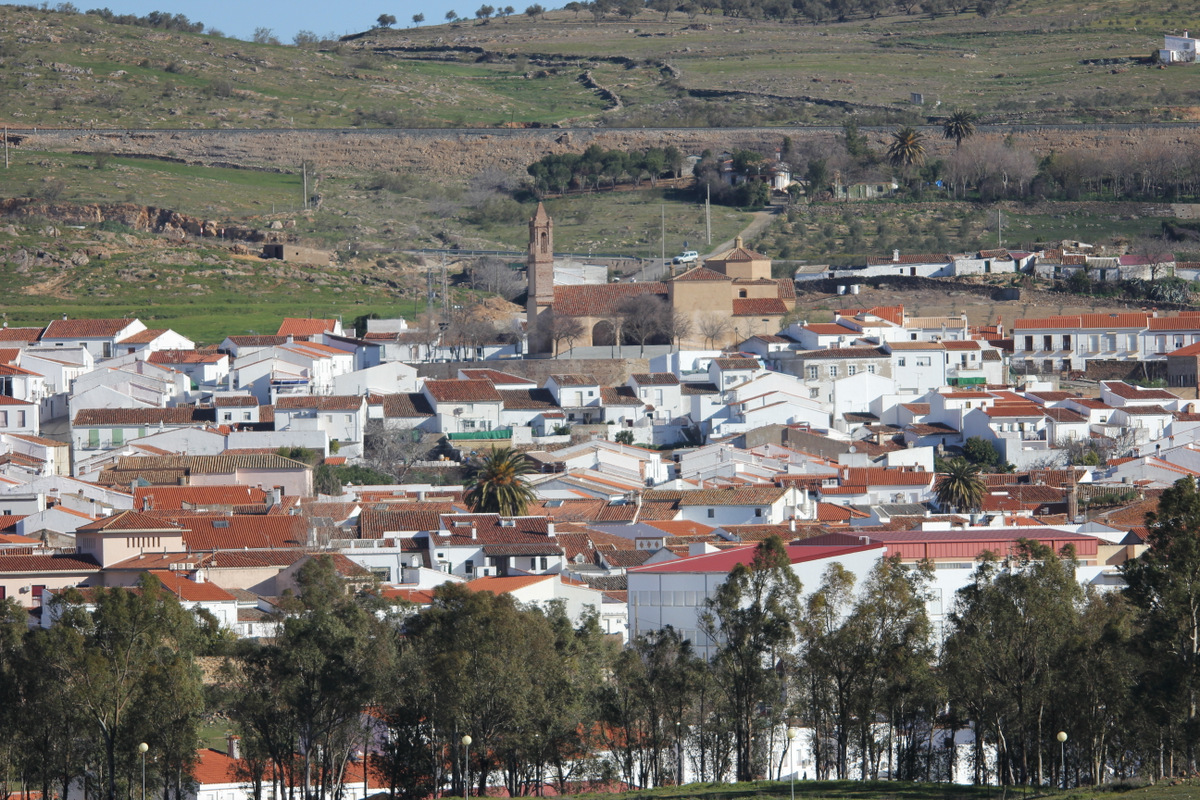
Iglesia de Santa Ana y entorno

## Géographie
En 2008, Guadalcanal comptait 3 001 habitants. La superficie de la commune est de 2,75 km2 et a une densité de 10,9 habitants par km². La ville est située à une altitude de 665 mètres, coincée dans une vallée entre la Sierra del agua et la Sierra del viento, dans la région de la Sierra Norte, à 110 kilomètres de la capitale de la province de Séville, le village dépend de la partie judiciaire de Cazalla de la Sierra.

### Histoire
Fortifiée « de longue date » par sa position géographique, les défenses tombèrent et la ville subit de sévères représailles après son implication dans la révolte des Comuneros.
Au milieu du XVIe siècle, l'activité économique principale est l'extraction minière d'argent, les célèbres Fugger, des banquiers allemands, possédaient la principale compagnie d'extraction de minerais de la région. Les ressources ont été épuisées au siècle dernier.
La population subit une forte crise au XIXe siècle, ce qui conduisit les quatre principales communautés religieuses à décliner ou tout simplement disparaitre. Comme la plupart des communautés rurales, l'exode massif des habitants de la ville eut lieu au XXe siècle.

## Démographie
| 1900  | 1920  | 1930  | 1940  | 1960  | 1980  | 2000  | 2008  |
| ----- | ----- | ----- | ----- | ----- | ----- | ----- | ----- |
| 5 786 | 6 714 | 7 376 | 6 931 | 6 075 | 3 261 | 2 970 | 3 001 |

## Toponymie
Guadalcanal vient de l'arabe Wad al-Qanal (وادي القنال), «rivière canal». Les précédents nom de la ville ont été Tereses ou Tereja ou encore Canani pour les Ibères. À son tour, la ville a donné le nom à l'une des îles Salomon, l'île de Guadalcanal, nom donné par Pedro de Ortega Valencia, natif de la ville. Sur cette île, se déroule l'une des plus décisives batailles de la Seconde Guerre mondiale, la bataille de Guadalcanal.

## Lieux et monuments
Les monuments de la ville ont été endommagés par le temps, mais certains font l'objet d'une restauration. Ainsi, à l'exception de la mairie et de l'Église de Sainte-Marie de l'Assomption (gothique mudéjar), on peut constater que l'église de San Vicente (XVIIIe siècle) est l'actuel siège d'un club de football, celle de la Conception (XVIIIe siècle), a été dans un état déplorable et l'église de Santa Ana (monument artistique national), a été restaurée récemment. Il y a un grand nombre d'églises dans le village.

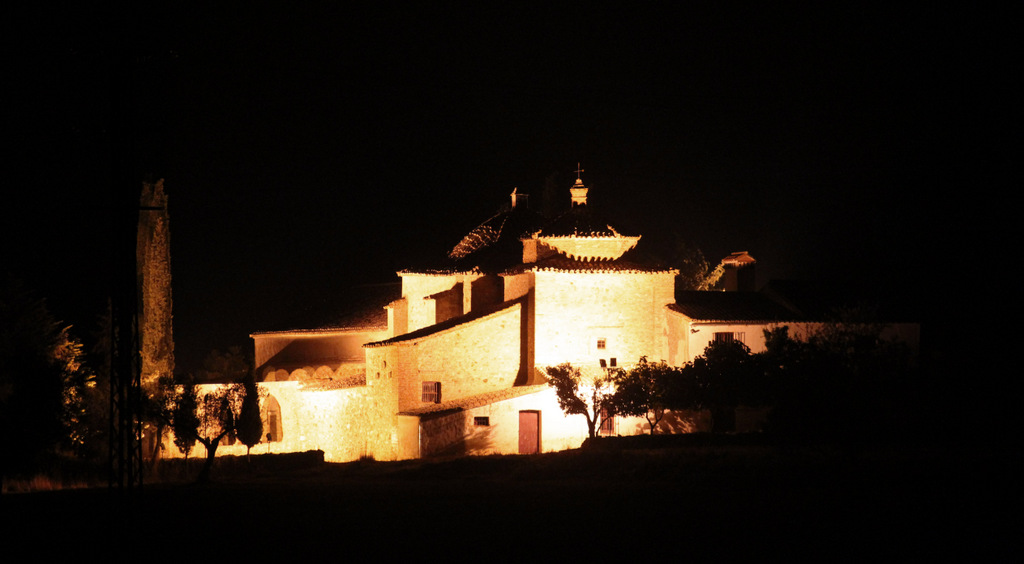
Ermita de San Benito.

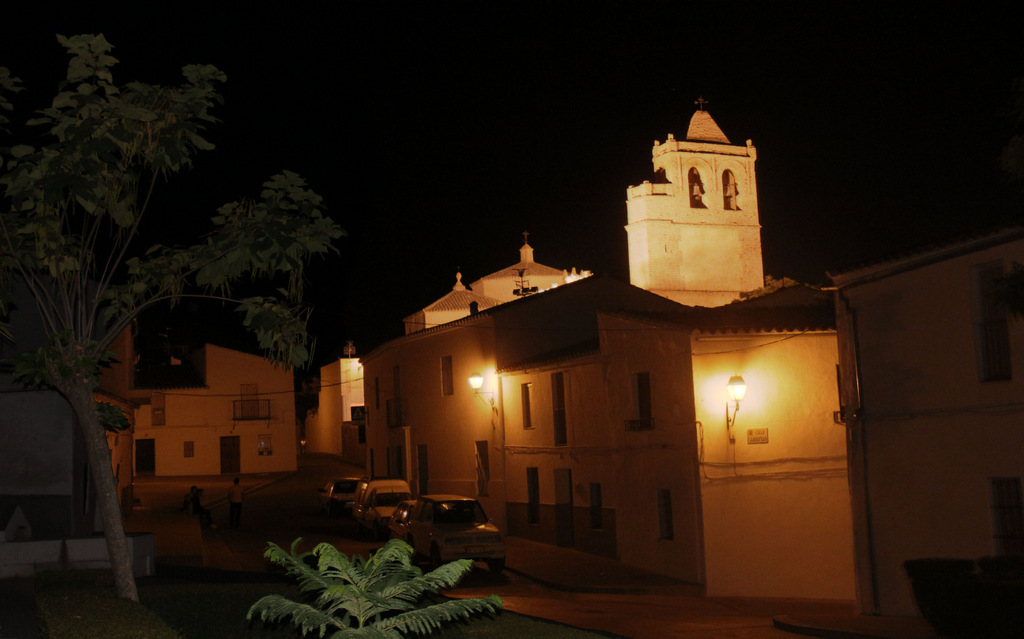
Guadalcanal. Iglesia de Santa Ana.

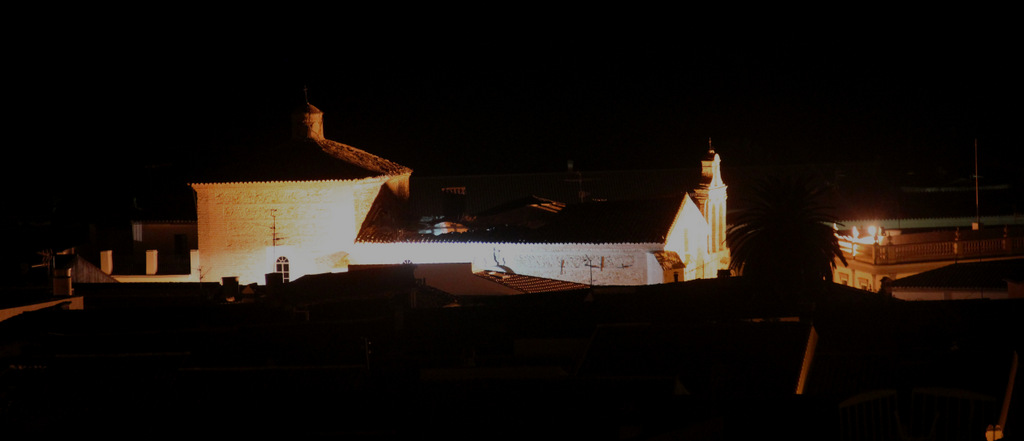
Guadalcanal. Iglesia de la Concepción.

La Almona datant de 1307, est le plus ancien monument civil de la région. Il y a aussi le couvent du Saint-Esprit, qui fut jadis une école, et le marché est à l'extérieur de l'église de San Sebastian. Il y a des sanctuaires aux alentours de Guadalcanal, notamment celui de San Benito et de Notre-Dame de Guaditoca, le saint patron du village. Il reste encore quelques vestiges des anciens remparts et le château, détruit pendant la guerre des comuneros.

## Économie
Le village possède plusieurs coopératives d'olive, et a un important marché pour le mobilier, ainsi que les briques réfractaires.

## Spectacles et événements
La féria de la ville est habituellement programmée dans la dernière semaine du mois d'août, et a lieu dans l'arène et, en ces mois d'été où le village est plein de vitalité dans leurs lieux caractéristiques : Paseo del Palacio, un jardin avec une vue magnifique sur les montagnes, et l'arène principale.
À la fin février, début mars est célébré comme en Andalousie et en Estrémadure, une foire commerciale dans la région de la Sierra Norte de Séville et dans l'agglomération des municipalités de Badajoz.

## Pâques (semaine sainte)
Guadalcanal a une Semaine Sainte, très importante dans la vie locale, au programme processions et riches sculptures. La Semaine Sainte commence avec la procession de la Hermandad de La Borriquita (l'ânesse) et se termine avec la Confrérie du Ressuscité. Durant cette semaine, il y a plusieurs processions, toutes à la paroisse de Sainte-Marie de l'Assomption :
- Dimanche : la confrérie de Notre Père Jésus de l'amour et de Notre-Dame du Rosaire.
- Mardi saint : Via Crucis, chaque année, il effectue une fraternité.
- Mercredi saint : Costaleros Confrérie de Notre Père Jésus assis à la Rock et de la Sainte Marie de la Paix. (La Peña)
- Jeudi saint : confrérie de la Vera-Cruz: Notre Père Jésus attaché à la colonne et de Sainte Marie de la Croix. (Les Verts)
- Madrugada : confrérie de Notre Père Jésus Nuestro Padre Jesús Nazareno et Notre-Dame de l'amertume. (Le violet)
- Vendredi saint : confrérie du Saint-Burial: Enterrement de Notre Seigneur Jésus et de Notre-Dame de la Soledad. (La Soledad)
- Samedi saint : fraternité des Trois Heures : Le Christ Ressuscité et de Notre-Dame des Douleurs (blanc)
- Résurrection dimanche : confrérie de la Résurrection: Le Christ ressuscité, et sainte Marie-Madeleine (La Résurrection).

La plupart des fraternités se composent de deux étapes, ou le Christ le mystère, et douloureux dans le cadre d'un auvent, à l'exception de saint Enterrement, qui est une vierge et sans auvent avec une croix derrière les confréries et les borriquitas et ressuscité, dont les images sont la même étape.

## Curiosité
Le village possède un héliport, conçu pour les urgences médicales qui ne peuvent pas être desservies par la route ou par les hôpitaux alentours (le village est assez isolé) et dans ses environs il y a un aérodrome qui est utilisé pour de petits avions pour des voyages personnels, principalement la chasse ou le tourisme.
L'écrivain Antonio Burgos, qui a passé une partie de son enfance à Guadalcanal, en parle dans son roman L'Ombre mètre (1970).
Dans Rinconete et Cortadillo, Miguel de Cervantes évoque le « fameux vin de Guadalcanal ».
Le 12 juillet 2008, le roi décerne à Fontán Antonio Perez, président du Sénat de la démocratie, reçoit le titre de marquis de Guadalcanal, lui et ses descendants. Fontán est propriétaire du terrain sur lequel est situé l'ermitage de San Benito, à 2 km de la ville.

## Personnages liés au village
La ville a été le berceau de plusieurs personnalités comme l'explorateur Pedro Ortega Valencia, voyageant dans l'océan Pacifique ; Alonso Enriquez, l'amiral de Castille et seigneur de la Medina de Rioseco, grand-père et petit-fils du roi de Castille et Aragon, le politique et littéraire Adelardo López de Ayala, qui a été ministre à plusieurs reprises, des universitaires de langue et de la célèbre dramaturge, le guitariste flamenco Vicente Amigo, le médecin et leader anarchiste Pedro Vallina, le poète Andrés Mirón humoriste et dessinateur de Jésus Rubio Villaverde, alias « Blonde » et Antonio Hernandez Palacios, chef d'état-major de l'amiral de la flotte de l'Armada espagnole.

## Sources
- (es) Cet article est partiellement ou en totalité issu de l’article de Wikipédia en espagnol intitulé « Guadalcanal (Sevilla) » (voir la liste des auteurs).